# Bolesław Świdziński

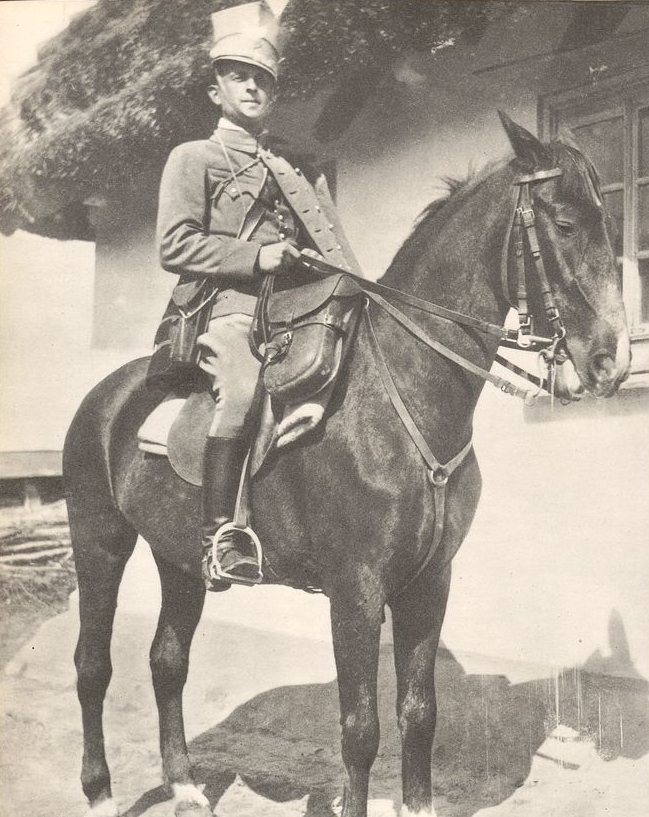
Bolesław Świdziński w Legionach Polskich

Bolesław Jerzy Świdziński (ur. 7 grudnia 1885 w Opatowie, zm. 4 marca 1972 w Londynie) – pułkownik dyplomowany kawalerii Wojska Polskiego, uczestnik walk o niepodległość, kawaler Orderu Virtuti Militari, działacz państwowy II Rzeczypospolitej, członek Komendy Naczelnej Związku Legionistów Polskich od 1936 roku.

## Życiorys
Urodził się 7 grudnia 1885 w Opatowie jako syn Henryka. Po zdaniu matury w Krakowie studiował na Uniwersytecie Jagiellońskim, a w później na uniwersytecie w Genewie. Jako student był w latach 1906–1907 członkiem Organizacji Bojowej PPS, a następnie Związku Walki Czynnej i Związku Strzeleckiego. Od sierpnia 1914 służył w Legionach, początkowo w szwadronie rotmistrza Zbigniewa Dunin-Wąsowicza (dowódcy spod Rokitny), później w 2 pułku ułanów Legionów.
Od listopada 1918 w Wojsku Polskim. W czasie wojny polsko-bolszewickiej dowodził na froncie szwadronem 5 pułku Ułanów Zasławskich. Po zakończeniu wojny był szefem jednej z sekcji Oddziału V Sztabu Generalnego. Z dniem 15 września 1924 został przydzielony do macierzystego 2 pułku szwoleżerów. Z dniem 1 listopada 1924 został odkomenderowany na roczny Kurs Doszkolenia Wyższej Szkoły Wojennej w Warszawie. 1 grudnia 1924 Prezydent RP Stanisław Wojciechowski na wniosek Ministra Spraw Wojskowych, generała dywizji Władysława Sikorskiego awansował go na podpułkownika ze starszeństwem z 15 sierpnia 1924 i 12. lokatą w korpusie oficerów kawalerii. Po ukończeniu kursu i otrzymaniu tytułu naukowego oficera Sztabu Generalnego przydzielony został do kadry oficerów kawalerii przy Departamencie II MSWojsk. z jednoczesnym przeniesieniem służbowym do Oddziału IV SG WP na okres sześciu miesięcy. W styczniu 1927 objął dowództwo 2 pułku szwoleżerów w Starogardzie. Pełnił równocześnie obowiązki dowódcy 8 Samodzielnej Brygady Kawalerii w Starogardzie. W marcu 1929 został wyznaczony na stanowisko szefa sztabu Dowództwa Okręgu Korpusu Nr V w Krakowie. 24 grudnia 1929 Prezydent RP Ignacy Mościcki awansował go na pułkownika ze starszeństwem z 1 stycznia 1930 i 1. lokatą w korpusie oficerów kawalerii. Z dniem 30 września 1930 został przeniesiony w stan nieczynny. 1 października 1930 powierzono mu pełnienie obowiązków wojewody lubelskiego. Z dniem 31 marca 1932 został przeniesiony do rezerwy. 1 kwietnia tego roku został zatwierdzony na stanowisku wojewody lubelskiego. Obowiązki wojewody sprawował do 8 lutego 1933.
Został następnie głównym inspektorem i szefem Biura Personalnego Ministerstwa Spraw Wewnętrznych. W latach 1935–1938 był posłem na Sejm RP z województwa lubelskiego. W Sejmie był m.in. przewodniczącym Sądu Marszałkowskiego i Komisji Skarbu. Po utworzeniu Parlamentarnego Koła Obozu Zjednoczenia Narodowego kierował jego pracami.
W czasie kampanii wrześniowej 1939 (8 września) został mianowany komisarzem cywilnym w Generalnym Komisariacie Cywilnym przy Naczelnym Wodzu Edwardzie Śmigłym-Rydzu. Od 17 września 1939 na emigracji.
Od sierpnia 1940 roku przebywał w Stacji Zbornej Oficerów Rothesay.

## Awanse
- chorąży – 16 kwietnia 1916
- podporucznik – 1 grudnia 1916
- podpułkownik – 1 grudnia 1924 ze starszeństwem z dniem 15 sierpnia 1924 i 12. lokatą w korpusie oficerów kawalerii
- pułkownik – 24 grudnia 1929 ze starszeństwem z dniem 1 stycznia 1930 i 1. lokatą w korpusie oficerów kawalerii

## Ordery i odznaczenia
- Krzyż Srebrny Orderu Wojskowego Virtuti Militari nr 5395
- Krzyż Walecznych (trzykrotnie)
- Złoty Krzyż Zasługi (dwukrotnie: 10 listopada 1928[13], 13 maja 1933[14])
- Medal Pamiątkowy za Wojnę 1918–1921
- Medal Dziesięciolecia Odzyskanej Niepodległości